# Kunerad
Kunerad je obec na Slovensku v okrese Žilina. Nachází se na jihovýchodním okraji Rajecké doliny, na úpatí Lúčanské Malé Fatry, 5 km na jihovýchod od Rajeckých Teplic a 20 km na jih od Žiliny. Vesnicí protéká Kuneradský potok. 
První zmínka o obci s názvem Hunyarad pochází z roku 1490. Osada vznikla v údolí potoka Bystrička jako zemanská obec. Patřila k zemanským rodinám Práznovských a Athalmyovců. V roku 1990 zde byl vybudován kostel Povýšení svatého Kříže.
V Kuneradu se nachází lovecký zámek (kaštel) postavený v roce 1916 v secesním stylu podle vzoru francouzské architektury. Je ozdoben věžmi, arkádami, terasami a vnějšími schodišti. V minulosti sloužil jako příležitostné sídlo hraběcí rodiny Ballestrémovců. Během SNP zde sídlil štáb druhé partyzánské brigády Milana Rastislava Štefánika. Německá armáda jej proto v průběhu bojů dne 25. září 1944 vypálila. Byl renovován v roce 1974, avšak v roce 2010 opět vyhořel.

## Galerie

Kunerad
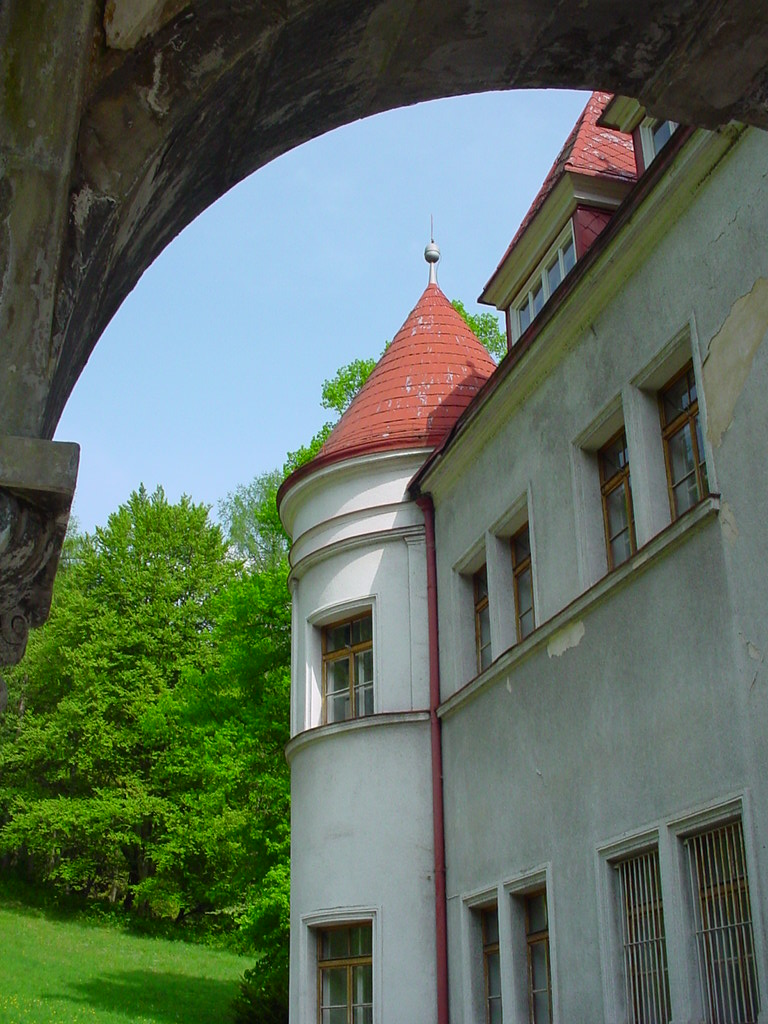
Zámek detail
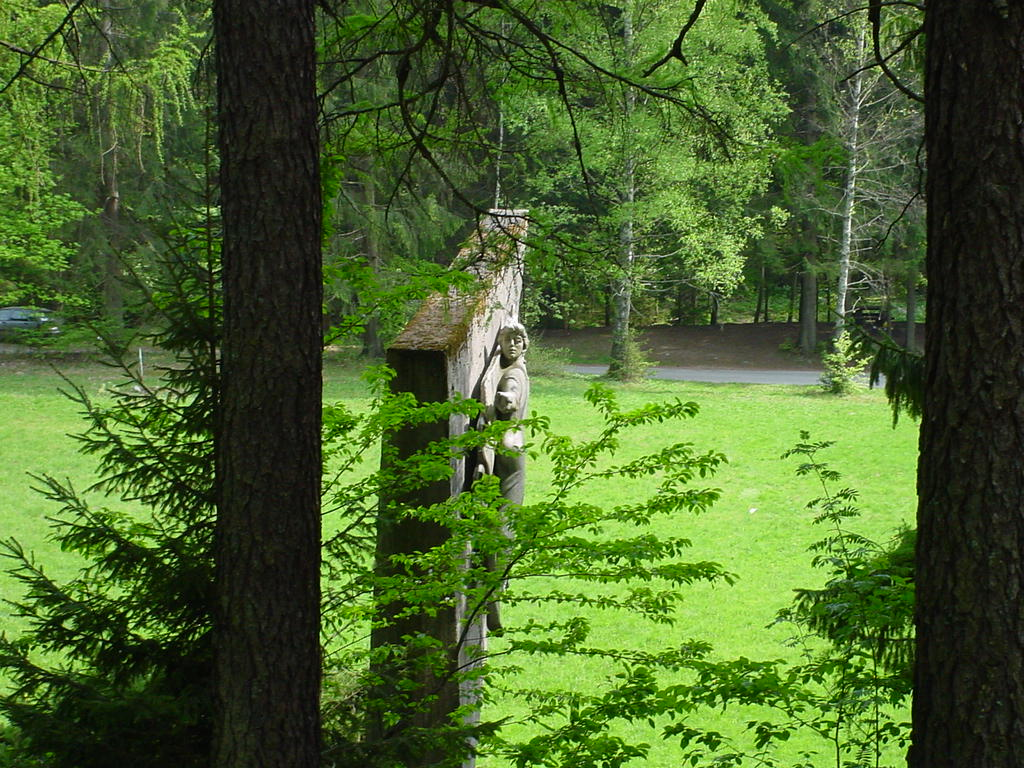
Památník
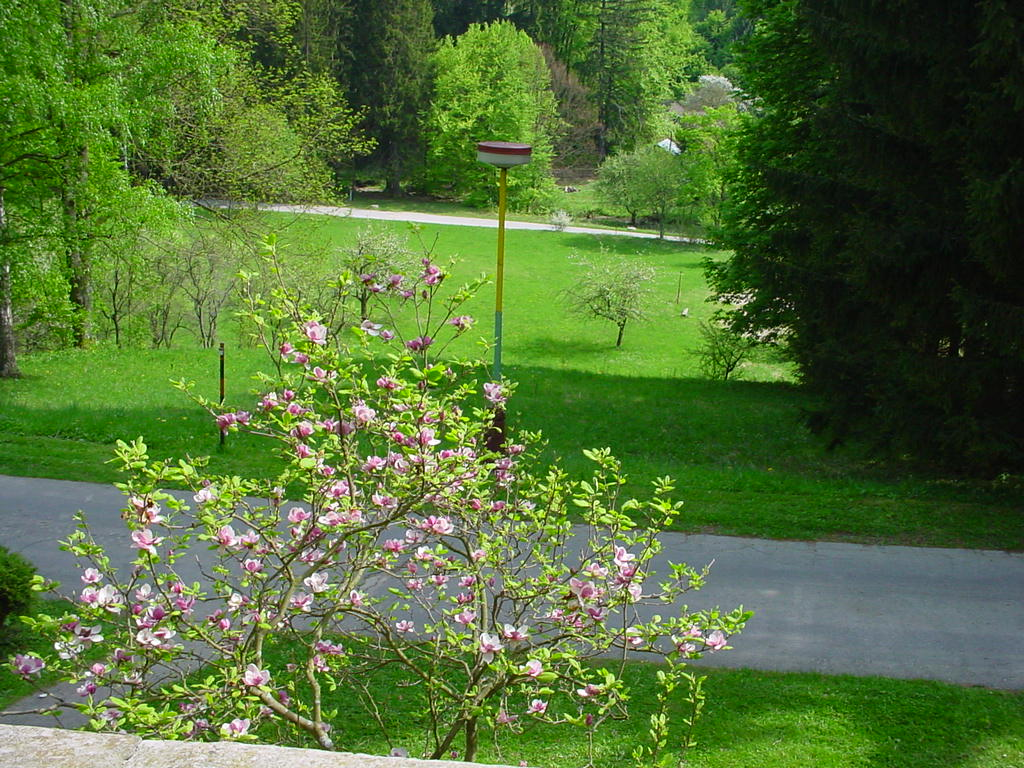
Park
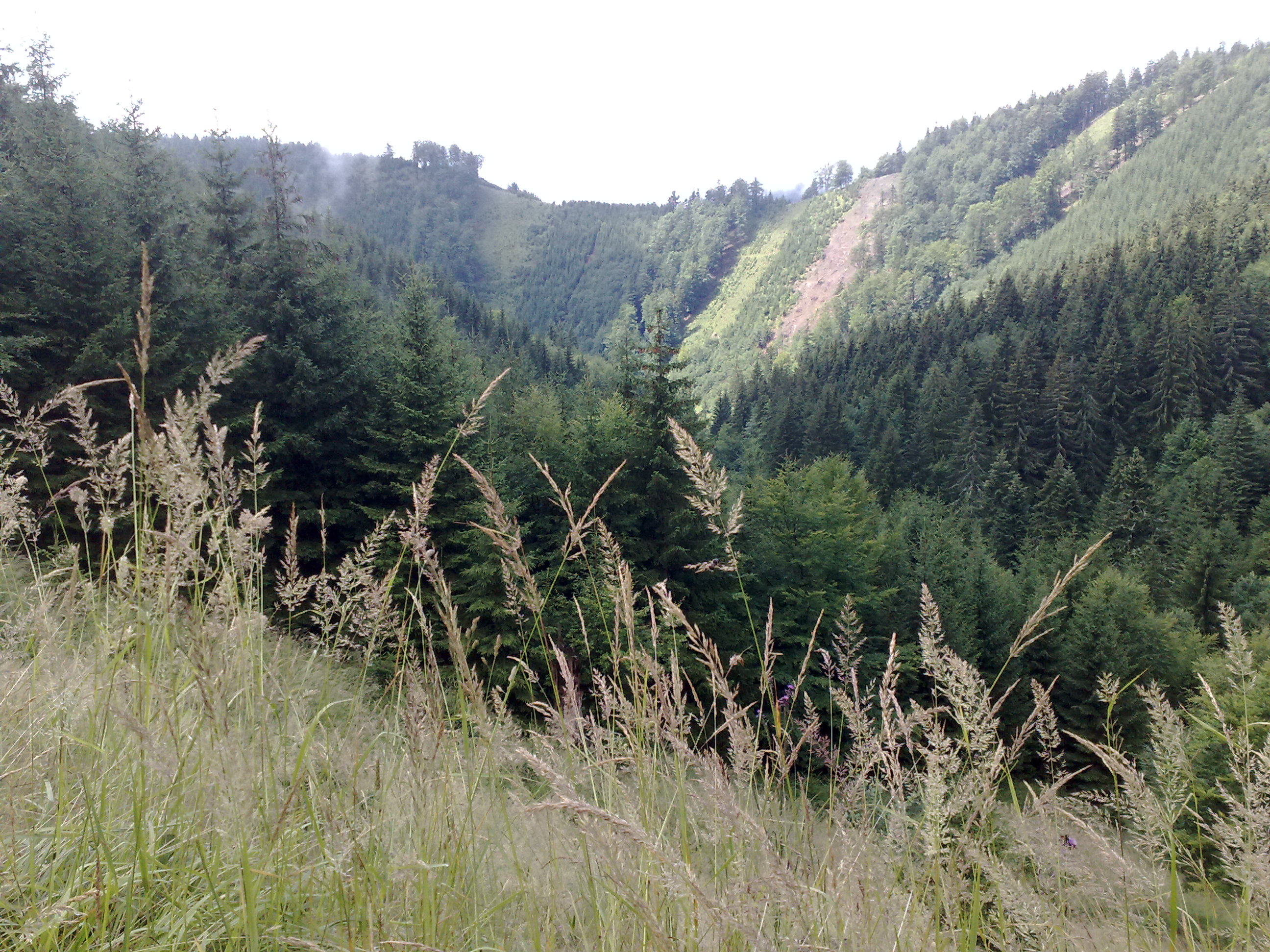
Okolí